# العلاقات الأوزبكستانية السلوفاكية
العلاقات الأوزبكستانية السلوفاكية هي العلاقات الثنائية التي تجمع بين أوزبكستان وسلوفاكيا.

## مقارنة بين البلدين
هذه مقارنة عامة ومرجعية للدولتين:
| وجه المقارنة                                              | أوزبكستان       | سلوفاكيا                                                       |
| --------------------------------------------------------- | --------------- | -------------------------------------------------------------- |
| المساحة (كم2)                                             | 448.98 ألف      | 49.03 ألف                                                      |
| عدد السكان (نسمة)                                         | 32.39 مليون     | 5.44 مليون                                                     |
| الكثافة السكانية (ن./كم²)                                 | 72.14           | 110.95                                                         |
| العاصمة                                                   | طشقند           | براتيسلافا                                                     |
| اللغة الرسمية                                             | اللغة الأوزبكية | اللغة السلوفاكية                                               |
| العملة                                                    | سوم أوزبكستاني  | كرونة سلوفاكية، يورو                                           |
| الناتج المحلي الإجمالي (بليون دولار)                      | 48.72 مليار     | 95.77 مليار                                                    |
| الناتج المحلي الإجمالي (تعادل القوة الشرائية) بليون دولار | 190.50 مليار    | 162.34 مليار                                                   |
| الناتج المحلي الإجمالي الاسمي للفرد دولار أمريكي          | 2.13 ألف        | 16.09 ألف                                                      |
| الناتج المحلي الإجمالي للفرد دولار أمريكي                 | 5.57 ألف        | 30.46 ألف                                                      |
| مؤشر التنمية البشرية                                      | 0.675           | 0.844                                                          |
| رمز المكالمات الدولي                                      | +998            | +421                                                           |
| رمز الإنترنت                                              | .uz             | .sk                                                            |
| المنطقة الزمنية                                           | ت ع م+05:00     | توقيت وسط أوروبا، ت ع م+01:00، ت ع م+02:00، أوروبا/براتيسلافا ‏ |

## منظمات دولية مشتركة
يشترك البلدان في عضوية مجموعة من المنظمات الدولية، منها:
| علم المنظمة | اسم المنظمة                               | تاريخ انضمام أوزبكستان | تاريخ انضمام سلوفاكيا |
| ----------- | ----------------------------------------- | ---------------------- | --------------------- |
|             | مؤسسة التنمية الدولية                     | 24 سبتمبر 1992         | 1993                  |
|             | يونسكو                                    | 26 أكتوبر 1993         | 9 فبراير 1993         |
|             | وكالة ضمان الاستثمار متعدد الأطراف        | 4 نوفمبر 1993          | 1993                  |
|             | الأمم المتحدة                             | 2 مارس 1992            | 19 يناير 1993         |
|             | الفريق المعني برصد الأرض                  | ?                      | ?                     |
|             | الاتحاد البريدي العالمي                   | ?                      | ?                     |
|             | البنك الدولي للإنشاء والتعمير             | 21 سبتمبر 1992         | 1993                  |
|             | الاتحاد الدولي للاتصالات                  | 10 يوليو 1992          | 23 فبراير 1993        |
|             | منظمة حظر الأسلحة الكيميائية              | ?                      | ?                     |
|             | مؤسسة التمويل الدولية                     | 30 سبتمبر 1993         | 1993                  |
|             | المركز الدولي لتسوية المنازعات الاستشارية | 25 أغسطس 1995          | 26 يونيو 1994         |
|             | منظمة الشرطة الجنائية الدولية             | ?                      | ?                     |
|             | منظمة الأمن والتعاون في أوروبا            | 30 يناير 1992          | 1993                  |

## وصلات خارجية
- موقع وزارة الخارجية الأوزبكستانية
- موقع وزارة الخارجية السلوفاكية